# Karol Józef Teofil Estreicher
Karol Józef Teofil Estreicher, ps. J. Krupski (ur. 22 listopada 1827 w Krakowie, zm. 30 września 1908 tamże) – polski historyk literatury i teatru, krytyk literacki, bibliograf, wieloletni dyrektor Biblioteki Jagiellońskiej, nazywany „ojcem bibliografii polskiej”.

## Rodzina
Był członkiem zasłużonej dla polskiej nauki i kultury rodziny Estreicherów; jego ojcem był Alojzy Rafał, profesor botaniki i dyrektor Ogrodu Botanicznego Uniwersytetu Jagiellońskiego (matką – Antonina z Rozbierskich). Dziad Dominik Oesterreicher był malarzem, który przybył do Krakowa z Austrii i został nauczycielem rysunku, wykładowcą UJ; zajmował się również amatorsko entomologią. Tradycje naukowe kontynuowali synowie Karola Józefa i Stefanii z Grabowskich – Stanisław (profesor historii prawa na UJ) i Tadeusz (profesor chemii nieorganicznej UJ i uniwersytetu w szwajcarskim Fryburgu); wnuk, także Karol, wykładał na UJ historię sztuki, wnuczka Krystyna Grzybowska (żona profesora prawa Konstantego Grzybowskiego) została pisarką, autorką głównie książek dla młodzieży (a także Kroniki rodzinnej rodu Estreicherów). Szwagrem Karola Józefa był ekonomista krakowski Julian Dunajewski. Jego córka Jadwiga (1859–1946) została żoną nauczyciela Leona Kulczyńskiego.

## Życiorys

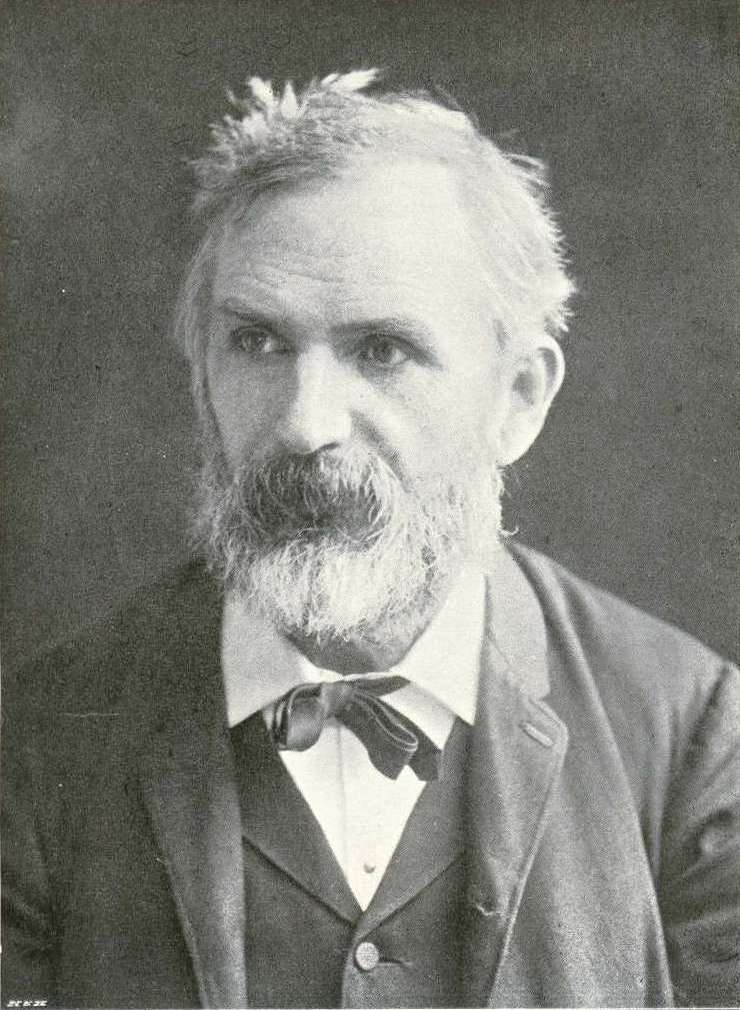
Karol Estreicher (1904)

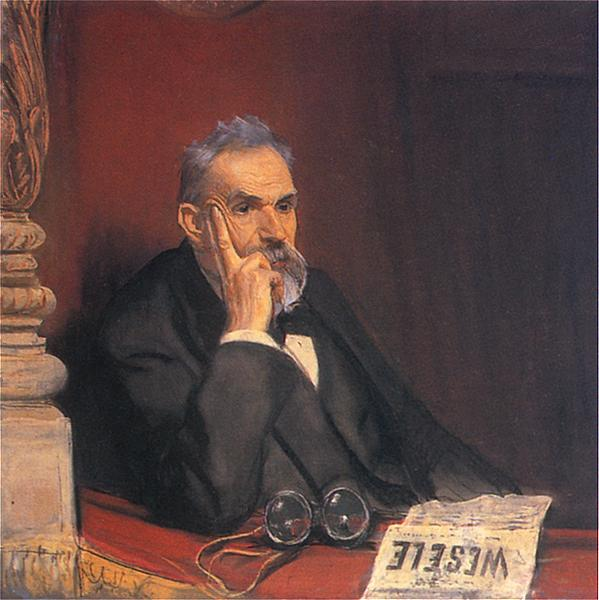
Karol Estreicher w loży na „Weselu” Wyspiańskiego, mal. Leon Wyczółkowski, 1905, Muzeum Uniwersytetu Jagiellońskiego w Krakowie

Do 1843 uczęszczał do Gimnazjum św. Anny w Krakowie, następnie studiował na UJ kolejno filologię (1843–1845) i nauki prawne (1845–1848); po studiach podjął pracę w sądownictwie galicyjskim, był aplikantem w Trybunale Cywilnym i Kryminalnym w Krakowie (1848–1855), adiunktem w Sądzie Lwowskim (1855–1862), notariuszem w Sądzie w Wojniczu (1862). W 1862 przeniósł się do Królestwa Kongresowego, do Warszawy, gdzie objął stanowisko zastępcy dyrektora Biblioteki Szkoły Głównej Warszawskiej; odbył jednocześnie uzupełniające studia na tej uczelni, uwieńczone doktoratem w 1867 na podstawie pracy Guenter Zainer i Świętopełk Fiol. W latach 1865–1868 kierował w Szkole Głównej Warszawskiej Katedrą Bibliografii. Powrócił do Krakowa w 1868 i został dyrektorem Biblioteki Jagiellońskiej (a w 1870 profesorem zwyczajnym UJ); pełnił tę funkcję do 1905, gdy ustąpił. Był jednym ze współtwórców Akademii Umiejętności (przyszłej PAU) i jej członkiem czynnym od 1872; dla potrzeb Akademii pozyskał środki finansowe (fundusz Wereszczyńskiego, stypendia Szklarskiego) oraz zapis dóbr Szczawnicy. Był sekretarzem (1872–1878) i dyrektorem (1877–1890) Wydziału I AU, a w latach 1873–1888 przewodniczącym Komisji Bibliograficznej AU. Ponadto należał do Towarzystwa Naukowego Krakowskiego (od 1861) oraz Poznańskiego Towarzystwa Przyjaciół Nauk (1889 członek honorowy).
Jako uczony Karol Estreicher zasłużył się przede wszystkim opracowaniem niemal kompletnej bibliografii druków polskich, wydanych w Polsce i za granicą oraz dotyczących Polski, obejmującej lata 1470–1889; dzieło Bibliografia Polska, którego 22 pierwsze tomy wydał w latach 1872–1908, kontynuowali następnie syn Stanisław i wnuk Karol (do tomu XXXIV w 1951). Ponadto przygotował bibliografię piśmiennictwa galicyjskiego 1849–1859 oraz spisy przedmiotowe i autorskie periodyków „Tygodnik Ilustrowany” (za lata 1859–1875) i „Biblioteka Warszawska” (za lata 1841–1890). Wprowadził do polskiej teorii bibliografii pojęcie „hasło” – jako wyraz szeregujący opis w układzie alfabetycznym; w opisach uwzględniał adres wydawniczy, format bibliograficzny, objętość dzieła, aktualnego właściciela oraz dodawał odsyłacze przedmiotowe. Przyczynił się również do uporządkowania zbiorów Biblioteki Jagiellońskiej; trzykrotnie powiększył księgozbiór, doprowadził do remontu gmachu Biblioteki, zapoczątkował podział zbioru na grupy naukowe (22 grupy w księgozbiorze polskim, 34 w obcojęzycznym). Wzbogacony został szczególnie dział starodruków, rozwijały się również nowe działy – czasopism, grafiki, muzyki i druków ulotnych. Z inicjatywy Estreichera wprowadzono w Bibliotece Jagiellońskiej nowy formularz inwentarzowy.
Badał twórczość Aleksandra Fredry, opracował spis utworów i przekładów Józefa Ignacego Kraszewskiego. Opracował wiele biografii polskich poetów, bibliografów i księgarzy (m.in. Adama Mickiewicza, Tomasza Kajetana Węgierskiego, swojego teścia księgarza Ambrożego Grabowskiego). Zajmował się historią teatru polskiego, od 1878 wchodził w skład sądów konkursów teatralnych. Współpracował z czasopismami „Czas” (od 1847) i „Dziennik Literacki” (Lwów, od 1853). Georg Schneider nazwał go „najwybitniejszym bibliografem na świecie”.
Utrzymywał kontakty naukowe i towarzyskie z przedstawicielami środowiska naukowego krakowskiego (m.in. Józefem Kremerem), a także uczonymi czeskimi i niemieckimi. Jego zainteresowania bibliograficzne kształtowały się pod wpływem Augusta Bielowskiego i Karola Szajnochy, a początkiem Bibliografii Polskiej były prace nad uzupełnieniem bibliografii opracowywanych przez Adama Benedykta Jochera, Feliksa Bentkowskiego i Michała Wiszniewskiego.
W 1881 otrzymał szlachectwo II stopnia (tytuł Ritter) wraz z predykatem „von Rozbierski”, pochodzącym od panieńskiego nazwiska matki, a w 1905 godność radcy dworu. Został odznaczony m.in. Orderem Korony Żelaznej III klasy (1881), a dzieło życia przyniosło mu Medal za Bibliografię Polską XVI, XVII, XVIII i XIX Wieku (1889). W polityce skłaniał się ku ugodowej polityce margrabiego Wielopolskiego i był przeciwnikiem powstania styczniowego (okres powstania spędził w Królestwie Polskim).
W 1889 został wybity medal upamiętniający Karola Estreichera, zaprojektowany przez Wolfganga Lauera.
Pochowany został na cmentarzu Rakowickim w Krakowie, w grobowcu rodzinnym, w kwaterze Ba.

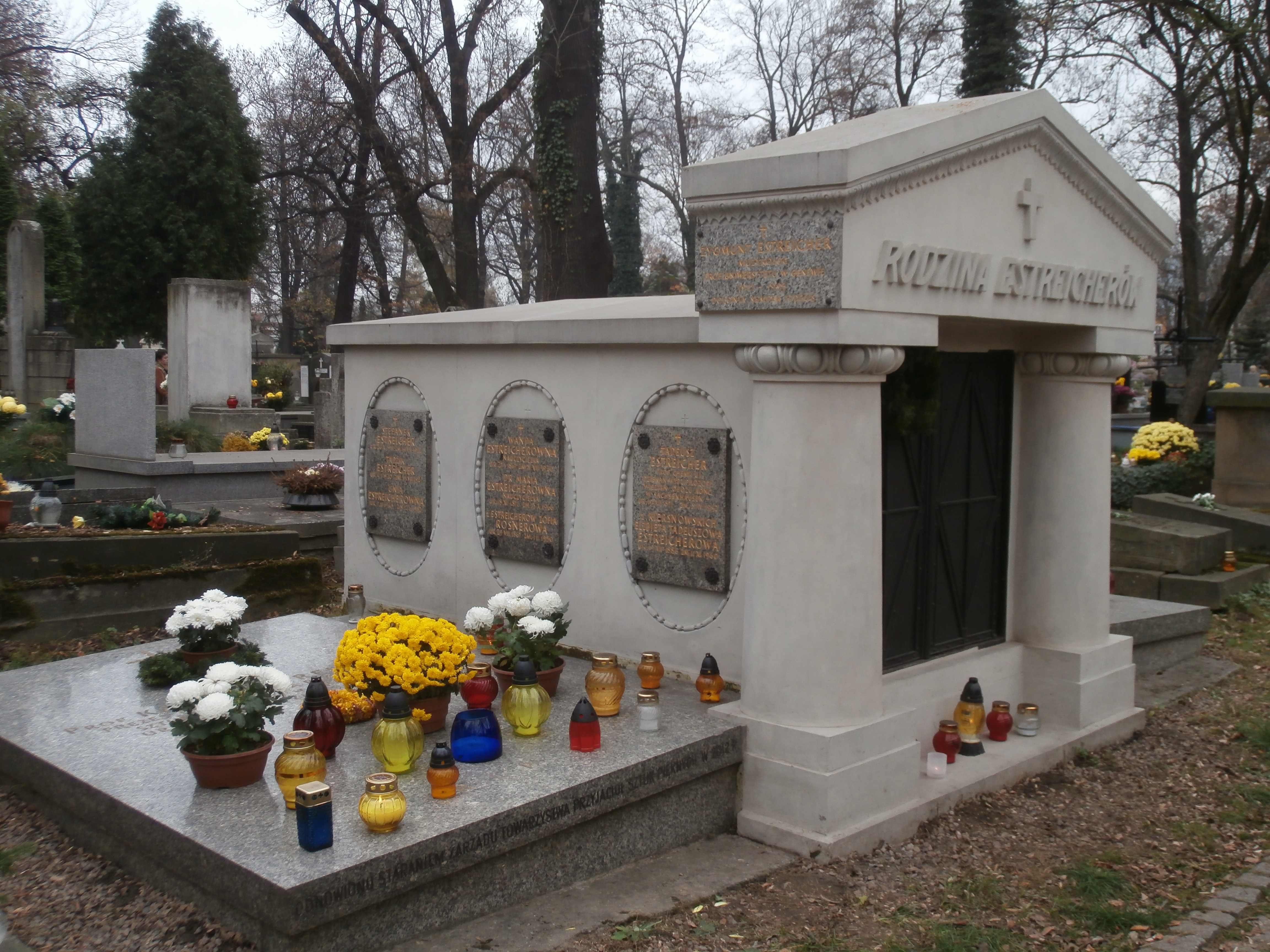
Grobowiec rodziny Estreicherów na cmentarzu Rakowickim (2013)

## Publikacje
Ogłosił łącznie ponad 700 prac, m.in.:
- O widowiskach w Krakowie z roku 1852 (1853)
- Adam Mickiewicz. Rys biograficzny (1863)
- Katalog księgarski druków polskich lub ściągających się do rzeczy polskich a pisanych w obcych językach (1863)
- Księgarstwo (1864, w tomie XIV Encyklopedii Powszechnej Samuela Orgelbranda)
- O bibliografii (1865)
- Gwara złoczyńców (1867)
- Günther Zainer i Świętopełk Fiol. Rozprawa napisana w celu uzyskania stopnia doktora filozofii przez Karola Estreichera (1867)
- Repertoar sceny polskiej od roku 1750 do 1871 (1871)
- Spis abecadłowy do dzieła A. Jochera (1873)
- Teatra w Polsce (1873–1879, 3 tomy)
- Systematyczny spis przedmiotów w Bibliotece warszawskiej (1875)
- Zestawienie przedmiotów i autorów w 32 tomach „Tygodnika Ilustrowanego”, z lat 1859–1875 (1877)
- Tomasz Kajetan Węgierski (1755–1787) (1883)
- Teatr w Stanisławowie (1892)
- Drużyny teatralne1899
- Teatr krakowski (1898)
- Szwargot więzienny (1903)
- Bajeczki i powinszowania (1904)
- Szopka krakowska (1904)

Oprócz prac naukowych pozostawił wiele wierszy oraz przekłady ok. 30 komedii i dramatów francuskich, niemieckich, włoskich i hiszpańskich.